# Laurent Bezault
Laurent Bezault es un ciclista francés, nacido el 8 de marzo de 1966 en Boulogne-Billancourt.

## Biografía
En 1987, como amateur, logró una etapa del Tour de la Comunidad Europea
Pasó a profesional en 1988 convirtiéndose ese año en campeón de Francia en Contrarreloj por Equipos junto con Jacky Durand, Pascal Lino y Thierry Laurent; se retiró en 1994. Su mayor logro fue el segundo puesto de la París-Niza en 1993.
Su carrera cambió después de un grave accidente. En una etapa del Tour de l'Oise, un vehículo invade la ruta de la prueba yenviste al pelotón que iba en dirección opuesta. Bezault se golpea la cabeza y estuvo varios meses en el hospital. Volvió a la competición después de un año, pero nunca encontró otra vez su mejor nivel. A raíz de este accidente, fue contratado por Jean-Marie Leblanc, director del Tour de Francia en ese momento, a trabajar con él en la ASO, organizadora del  (Tour de Francia).

## Palmarés
1987
- 1 etapa del Tour del Porvenir

1988
- París-Roubaix sub-23
- París-Troyes

1989
- Tour de Vendée
- 2º en el Campeonato de Francia en Ruta

1993
- 1 etapa del Tour de Limousin
- Dúo Normando (con Chris Boardman)

## Resultados en las grandes vueltas
| Carrera         | 1988 | 1989 | 1990 | 1991 | 1992 | 1993 | 1994 |
| --------------- | ---- | ---- | ---- | ---- | ---- | ---- | ---- |
| Giro de Italia  | -    | -    | -    | -    | 53.º | Ab.  | -    |
| Tour de Francia | -    | 43.º | -    | -    | -    | -    | -    |
| Vuelta a España | -    | -    | -    | -    | -    | -    | -    |